# 亞歷山大·梅戈斯
亞歷山大·梅戈斯（德語：Alexander Megos，1993年8月12日—）是一名德國男子運動攀登運動員。他曾經獲得2018年世界攀岩錦標賽男子難度賽銅牌和2019年世界攀岩錦標賽男子難度賽銀牌，並得到攀岩界殊榮薩萊瓦搖滾獎（Salewa Rock Award）。

## 外部連結
- IFSC （页面存档备份，存于） （英文）
- 亞歷山大·梅戈斯的Facebook專頁
- 亞歷山大·梅戈斯的Instagram帳戶